# Ivan Šuker
Ivan Šuker (ur. 12 listopada 1957 w Livnie, zm. 5 września 2023 w Zagrzebiu) – chorwacki polityk, ekonomista, parlamentarzysta, w latach 2003–2010 minister finansów, od 2009 do 2010 również wicepremier.

## Życiorys
Urodził się na terytorium Bośni i Hercegowiny. W 1983 ukończył studia ekonomiczne na Uniwersytecie w Zagrzebiu. Pracował w administracji lokalnej jako główny księgowy i następnie jako dyrektor finansowy. 
Zaangażował się w działalność polityczną w ramach Chorwackiej Wspólnoty Demokratycznej, pełnił funkcję wiceprzewodniczącego tego ugrupowania. Był zastępcą żupana żupanii zagrzebskiej (1997–2000) i burmistrzem miejscowości Velika Gorica (2000–2003). W 2000 po raz pierwszy został wybrany do Zgromadzenia Chorwackiego, reelekcję uzyskiwał w kolejnych wyborach parlamentarnych w 2003, 2007, 2011 i 2015.
23 grudnia 2003 objął stanowisko ministra finansów w pierwszym rządzie Iva Sanadera. 12 stycznia 2008 utrzymał je w drugim gabinecie tego samego premiera. 6 lipca 2009 pozostał ministrem finansów w nowo powołanym rządzie Jadranki Kosor, dodatkowo obejmując stanowisko wicepremiera. Z funkcji tych odszedł 29 grudnia 2010. Powrócił następnie do pracy w parlamencie. W 2016 nie został ponownie wybrany, jednak mandat poselski objął w 2017 w miejsce Dražena Bošnjakovicia.
Pełnił także funkcję prezesa chorwackiej federacji koszykarskiej (2002–2004). Był żonaty, miał syna i córkę. Był krewnym piłkarza Davora Šukera.